# Berthold Sengschmitt

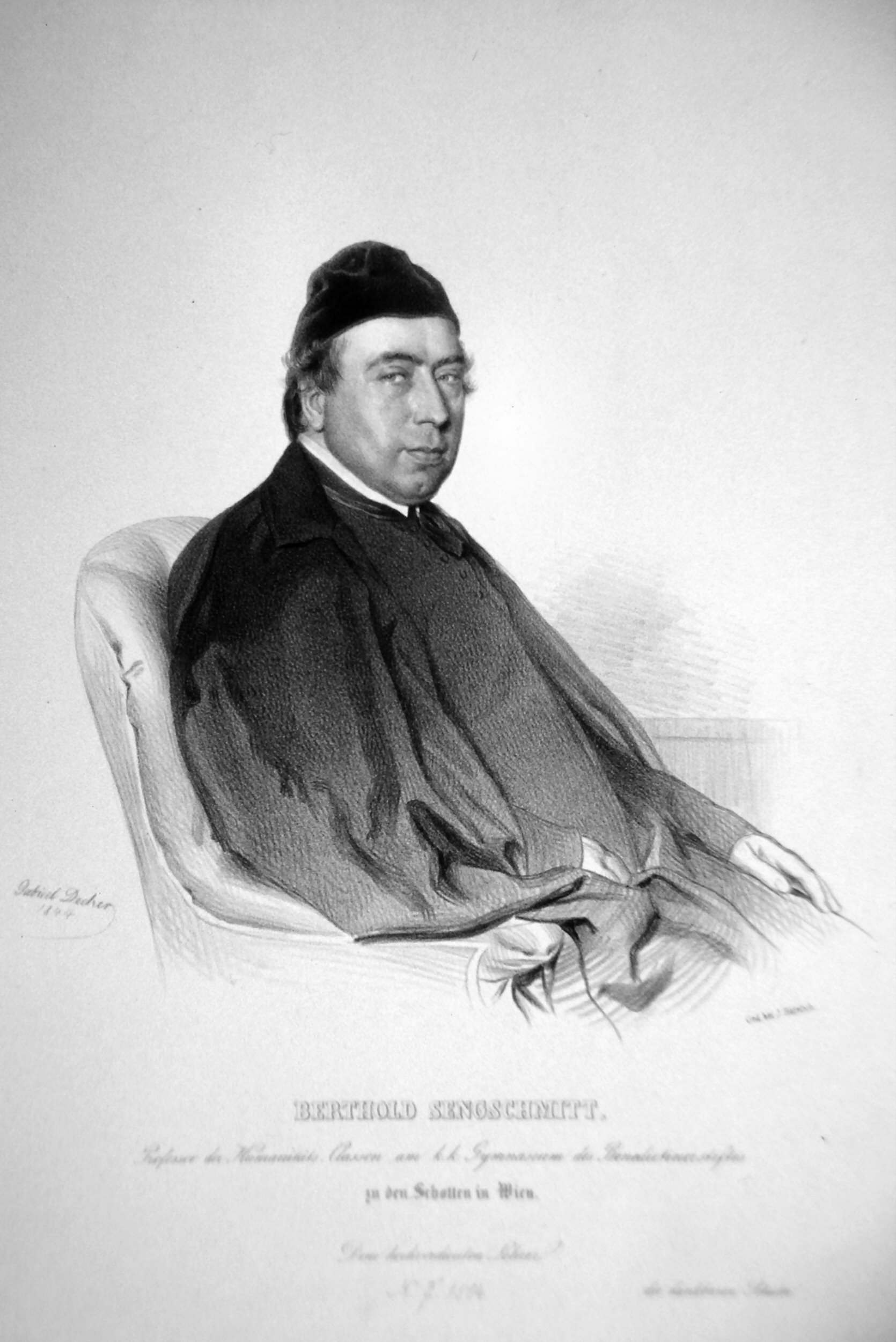
Berthold Sengschmitt, Lithographie von Gabriel Decker, 1844

Berthold Sengschmitt OSB (* 19. September 1801 in der Alservorstadt, heute ein Stadtteil Wiens; † 23. Juli 1852 in Wien; eigentlich Johannes Sengschmitt, Pseudonym Berthold) war ein österreichischer römisch-katholischer Schriftsteller und Archivar.

## Leben
Sengschmitt, Sohn eines oberösterreichischen Webers, trat nach dem Besuch des Wiener Piaristengymnasiums 1818 zunächst in den Piaristenorden ein, verließ diesen aber schon nach einem Jahr wieder. 1821 wurde er in der Schottenabtei als Benediktiner eingekleidet. Nach seiner Priesterweihe 1826 war er kurze Zeit Kooperator in der Pfarre Stammersdorf, bevor er 1828 ans Schottengymnasium berufen wurde, wo er zunächst Grammatik, später die Humanitätsklassen und schließlich nach der Reorganisation der Schule ab 1850 Latein und Deutsch unterrichtete. Im Kloster wurde er zudem zum Sekretär des Abtes Sigismund Schultes sowie zum Stiftsarchivar ernannt. Als solcher ordnete er das Stiftsarchiv neu und legte dazu den auch heute noch verwendeten Stift-Schottischen Archivkatalog (ab 1846) an. Außerdem verfasste Sengschmitt eine sechsbändige, bis 1848 reichende Stiftschronik und ein mit zahlreichen biographischen Angaben versehenes Necrologium des Schottenstiftes.
Nicht nur war Sengschmitt ein begeisterter Germanist und einer der ersten Ordenslehrer, der seine Schüler trotz der Metternich’schen Zensur zur Beschäftigung mit der deutschsprachigen Literatur anregte; er war auch selbst als Mundartdichter tätig und verfasste Gedichte in einem dem Wienerischen angenäherten niederösterreichischen Dialekt. Obwohl seine Gedichte meist unveröffentlicht blieben, werden sie heute von der Forschung mit den Werken von Ignaz Franz Castelli, Joseph Misson und Johann Gabriel Seidl verglichen.

## Werke (Auswahl)
- Estreicha Liadln
- Gereimtes und Ungereimtes